# 黄畲
黄畲（1913年—2007年），字经笙，号纫兰簃主，男，台湾淡水人，中国古典诗词学者，中央文史研究馆馆员。

## 家族
父亲黄宗鼎（彦威）为北京市文史研究馆馆员，叔父黃彥鴻为清末政治人物。五弟黄正襄为山水画家。侄子黄均（黄晋之子）为中央文史研究馆馆员。